# Turka (Rosja)
Turka (ros. Турка) – wieś w Rosji, w Buriacji, w rejonie pribajkalskim. W 2010 liczyła 1450 mieszkańców.